# Rick Cleveland
Rick Cleveland é um roteirista, dramaturgo e produtor de televisão norte-americano.
Cleveland estudou na Universidade de Iowa e começou como dramaturgo, escrevendo várias peças. Seu primeiro trabalho na indústria do cinema foi em 1998, quando ele adaptou uma de suas peça no filme Jerry and Tom.
Quando ele tinha 23 anos seu pai, um veterano da Guerra da Coreia, morreu e foi enterrado em um pequeno cemitério em Ohio. Algum tempo depois Cleveland descobriu que ele poderia ter sido enterrado no Cemitério Nacional de Arlington, e pensou em contatar seus colegas veteranos para transferi-lo. Alguns anos depois ele entrou para a equipe de The West Wing como roteirista e co-produtor. Ele usou a história de seu pai para moldar algumas partes de um episódio, que eventualmente foi reescrito por Aaron Sorkin e tornou-se "In Excelsis Deo". Por esse episódio, Cleveland e Sorkin venceram o Primetime Emmy Award de Melhor Roteiro em Série Dramática.
Ele saiu de The West Wing ao final de sua primeira temporada, e nos anos seguintes ele atuou como roteirista e produtor da série Six Feet Under. Em 2003 ele escreveu o filme Runaway Jury. Em 2008 ele escreveu um episódio da série Mad Men e atuou como produtor consultor durante a segunda temporada. De 2009 a 2010 ele trabalhou como produtor e roteirista de Nurse Jackie. Em 2013 ele começou a trabalhar na série House of Cards como roteirista e co-produtor executivo.